# Баранов, Николай Владимирович
Николай Владимирович Баранов (15 мая 1953, Кстово, Горьковская область — 3 июля 2023) — советский самбист, чемпион СССР, Европы и мира, обладатель Кубков СССР и мира, победитель Спартакиады народов СССР, Заслуженный мастер спорта СССР, Заслуженный тренер России.
Тренировался у Николая Медведева. В 1984—1995 годах работал тренером школы самбо города Кстово. В 1996—2001 годах был директором ООО «Спорт-фонд». С 2002 года директор ООО «Спорт-плюс».

## Спортивные результаты
- Чемпионат СССР по самбо 1977 года — ;
- Чемпионат СССР по самбо 1978 года — ;
- Абсолютный чемпионат СССР по самбо 1978 года — ;
- Борьба самбо на летней Спартакиаде народов СССР 1979 года — ;
- Кубок мира по самбо 1980 года — ;
- Чемпионат СССР по самбо 1981 года — ;
- Чемпионат СССР по самбо 1982 года — ;
- Кубок СССР по самбо 1982 года — ;
- Самбо на летней Спартакиаде народов СССР 1983 года — ;
- Чемпионат СССР по самбо 1984 года — ;
- Чемпионат СССР по самбо 1985 года — ;
- Чемпионат СССР по самбо 1988 года — .

## Известные воспитанники
- Игрушкин, Николай Анатольевич;
- Тактаров, Олег Николаевич;